# Châtelaillon-Plage
 Châtelaillon-Plage  es una población y comuna francesa, situada en la región de Nueva Aquitania, departamento de Charente Marítimo, en el distrito de La Rochelle y cantón de Aytré.
Entre 1823 y 1896 estuvo integrado en Angoulins.

## Demografía
| 147                       | 142 | 170 | 134 | ... | ... | ... | ... | ... | ... | ... | ... | ... | ... | ... | ... | ... | 814 | 987 | 1 183 | 1 267 | 1 724 | 2 106 | 2 233 | 4 125 | 4 967 | 5 234 | 5 377 | 5 354 | 5 439 | 4 993 | 5 625 | 5 959 |
| (Fuente: Cassini e INSEE) |     |     |     |     |     |     |     |     |     |     |     |     |     |     |     |     |     |     |       |       |       |       |       |       |       |       |       |       |       |       |       |       |